# 1229 هـ
1229 هـ هي سنة في التقويم الهجري امتدت مقابلةً في التقويم الميلادي بين سنتي 1813 و1814.

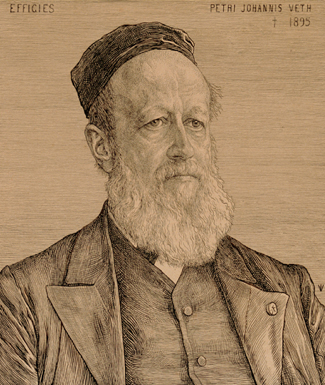
ييتر يوهانس فت

## أحداث
- وفاة إمام الدرعية سعود بن عبد العزيز بن محمد وتوليه ابنه عبد الله بن سعود تحت حكمه.

## مواليد
- حسين البشدري.
- لوي جاك برنييه
- ييتر يوهانس فت

## وفيات
- إبراهيم بن عفيصان
- غيوم أنطوان أوليفييه
- واله الاصفهاني
- غالية البقمية.